# Godbout
Pour les articles homonymes, voir Godbout (homonymie).
Godbout est une municipalité de village du Québec située dans la municipalité régionale de comté de Manicouagan et dans la région administrative de la Côte-Nord. Un traversier, le F.-A.-Gauthier, effectue la liaison avec Matane, sur la rive sud du fleuve Saint-Laurent, une fois par jour.

## Histoire
Elle aurait été nommée en l'honneur de Nicolas Godeboust (1634-1674), qui fut navigateur, pilote puis défricheur. Il retourna sur l'île d'Orléans en 1670. Cette même année, le missionnaire Jésuite, Charles Albanel mentionna la rivière Godebout, où il rencontra des Amérindiens de Sept-Îles, les Oumamioueks. Jean-Baptiste-Louis Franquelin mentionne aussi la rivière Godebou sur sa carte en 1684,.
En 1684, un poste de traite fut établi sur la rivière, et les indigènes se regroupèrent autour du poste. Après 1720, le poste prit de l'importance pour la chasse aux phoques. Les phoques étaient chassés pour leur viande et pour l'huile qu'on mettait dans des barils et vendaient.
Vers 1850, la région de Godbout, de Pointe-des-Monts jusqu'à Pointe-à-la-Croix avait vingt-cinq familles Innus comme chasseurs. Mais après 1860, la population canadienne se mit à croître. Au début, c'étaient des employés du poste de traite de la Compagnie Baie d'Hudson. Il y avait un certain Théodule Savard et ensuite le fils d'un autre employé, Napoléon-Alexandre Comeau, qui déménagea au village au début de sa vingtaine. Comeau administra la pêche au saumon et protégea la pêche des voleurs. Les Innus perdirent accès à la rivière et à la pêche. Par conséquent, les Amérindiens partirent pour d'autres endroits, surtout la réserve Pessamit.
En 1877, le bureau de poste de Godbout ouvrit ses portes. Godbout se développa rapidement lorsqu'une compagnie de pâtes et papiers, la Saint-Régis, commença la coupe du bois à l'intérieur des forêts. Ceci donna lieu à la construction d'un quai, d'un barrage, et de p
lusieurs chemins. Ensuite la construction d'un hôtel, de magasins, de maisons, une boulangerie, et une clinique médicale s'ensuivit. En 1926, la paroisse locale fut établie. En 1933, on tenta de former une municipalité, mais cela ne fut accompli qu'en 1955,.
En 1971, le moulin Saint-Régis ferma, causant des pertes d'emplois et des problèmes économiques pour Godbout. Les jeunes partirent pour ailleurs. Cela occasionna le vieillissement de la population, mais la tendance a maintenant changé à cause de l'effet touristique.

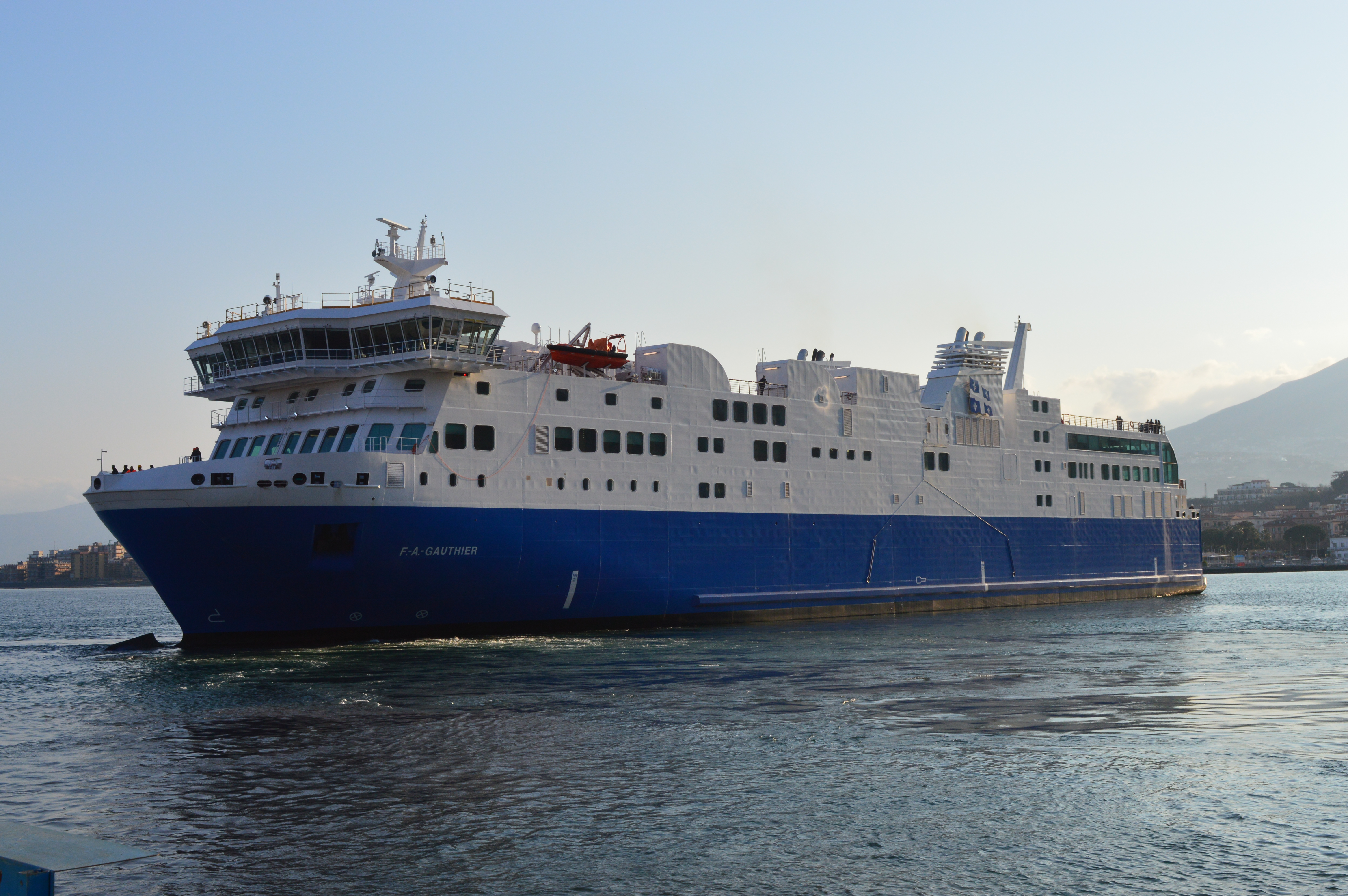
Traversier arrivant à Godbout.

## Géographie
La rivière Godbout traverse le sud-ouest puis le nord-ouest de la municipalité vers le nord.
À partir du lac Jean-Marie, dans le sud-ouest, la Petite rivière Godbout(d) coule vers le sud-est.

## Démographie
| 1991 | 1996 | 2001 | 2006 | 2011 | 2016 | 2021 |
| ---- | ---- | ---- | ---- | ---- | ---- | ---- |
| 391  | 390  | 327  | 361  | 298  | 265  | 272  |

## Administration
Les élections municipales se font en bloc pour le maire et les six conseillers.
| Godbout Maires depuis 2005                                                                                           |                    |                 |          |
| Élection | Maire              | Qualité         | Résultat |
| 2005 | Patrick Larocque   |                 | Voir     |
| 2009 | Alain Labrie       |                 | Voir     |
| 2013 | Nicole Champagne   |                 | Voir     |
| 2017 | Jean-Yves Bouffard |                 | Voir     |
| 2021 | Jean-Yves Bouffard | Voir            |          |
| mai 2023 | Réjean Sini        | Maire suppléant | Voir     |
| juin 2023 | Guy Côté           |                 | Voir     |
| Élection partielle en italique Depuis 2005, les élections sont simultanées dans toutes les municipalités québécoises |                    |                 |          |

## Économie
Le traversier Matane—Godbout, est le principal employeur dans le village. Grâce à lui, il se créa des emplois dans la restauration et dans l’hôtellerie. Les pêcheurs viennent aussi pour la pêche aux saumons.

Vue panoramique de Godbout et du port.

## Culture

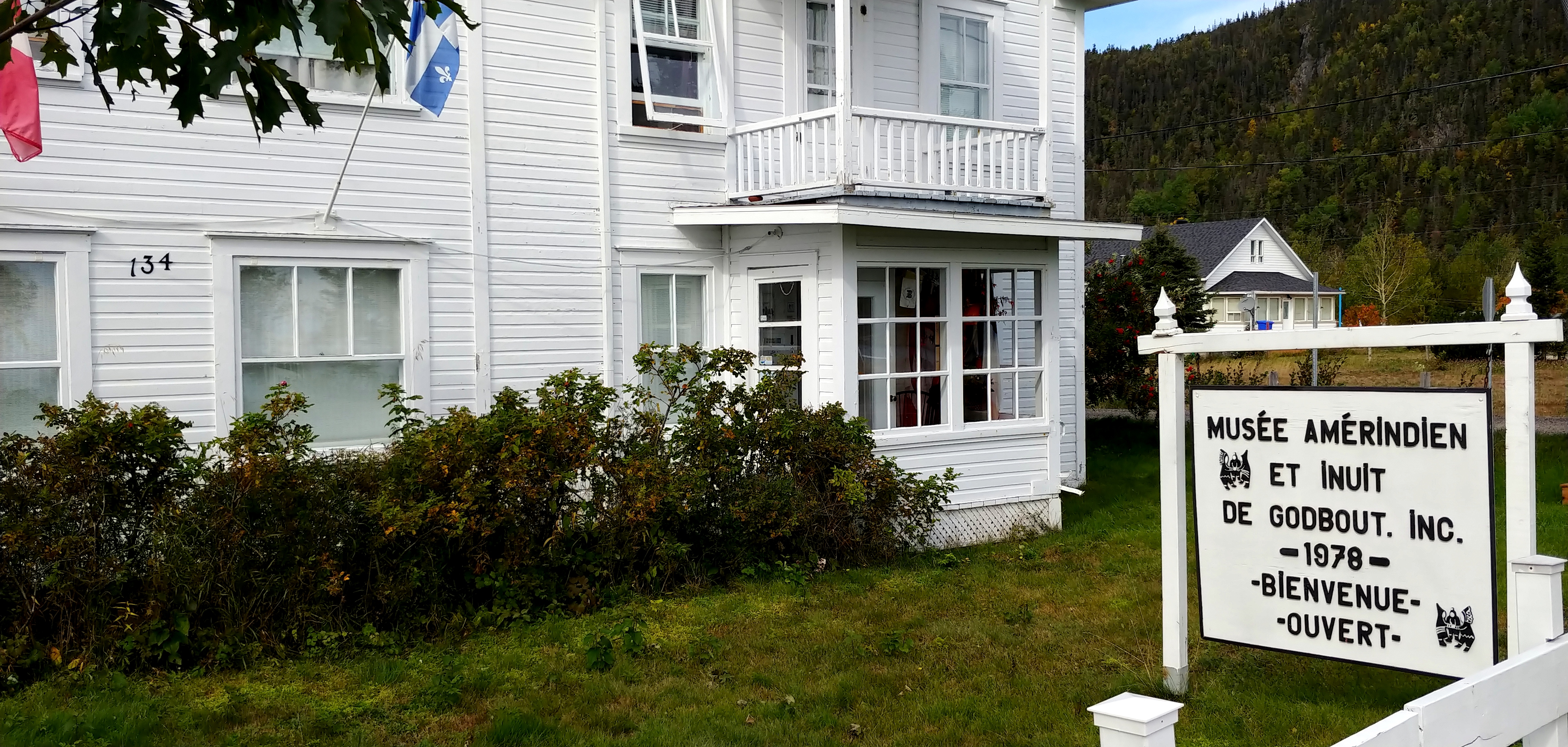

On trouve à Godbout un musée consacré à l'art et à la culture amérindienne et inuit, le Musée amérindien et inuit.

## Personnalités

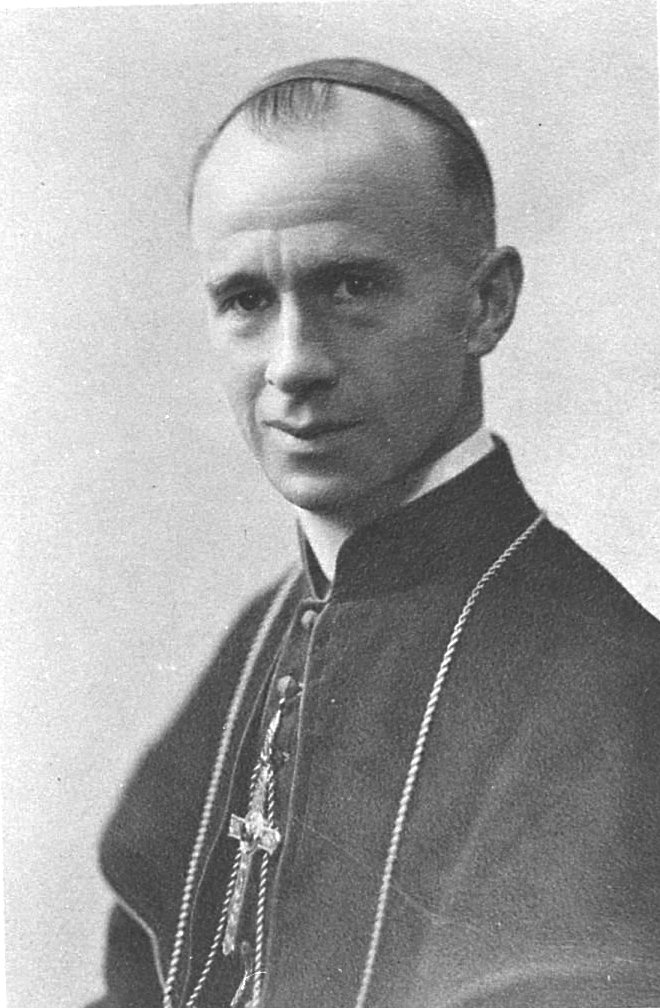
Mgr Napoléon-Alexandre Labrie.

- Napoléon-Alexandre Labrie, évêque et fondateur du diocèse de Baie-Comeau